# Sphiggurus vestitus
Sphiggurus vestitus là một loài động vật có vú trong họ Erethizontidae, bộ Gặm nhấm. Loài này được Thomas mô tả năm 1899.